# Route der Industriekultur – Frühe Industrialisierung
Frühe Industrialisierung ist der Name der Themenroute 11 der Route der Industriekultur.
Die Themenroute umfasst die älteren Zeugnisse der Industrie des Ruhrgebiets. Es folgt eine Beschreibung der Touren und der hier zu besichtigen Sehenswürdigkeiten.
Der Regionalverband Ruhr passt regelmäßig die Stationen der Route an, diese Änderungen sind kursiv dargestellt.

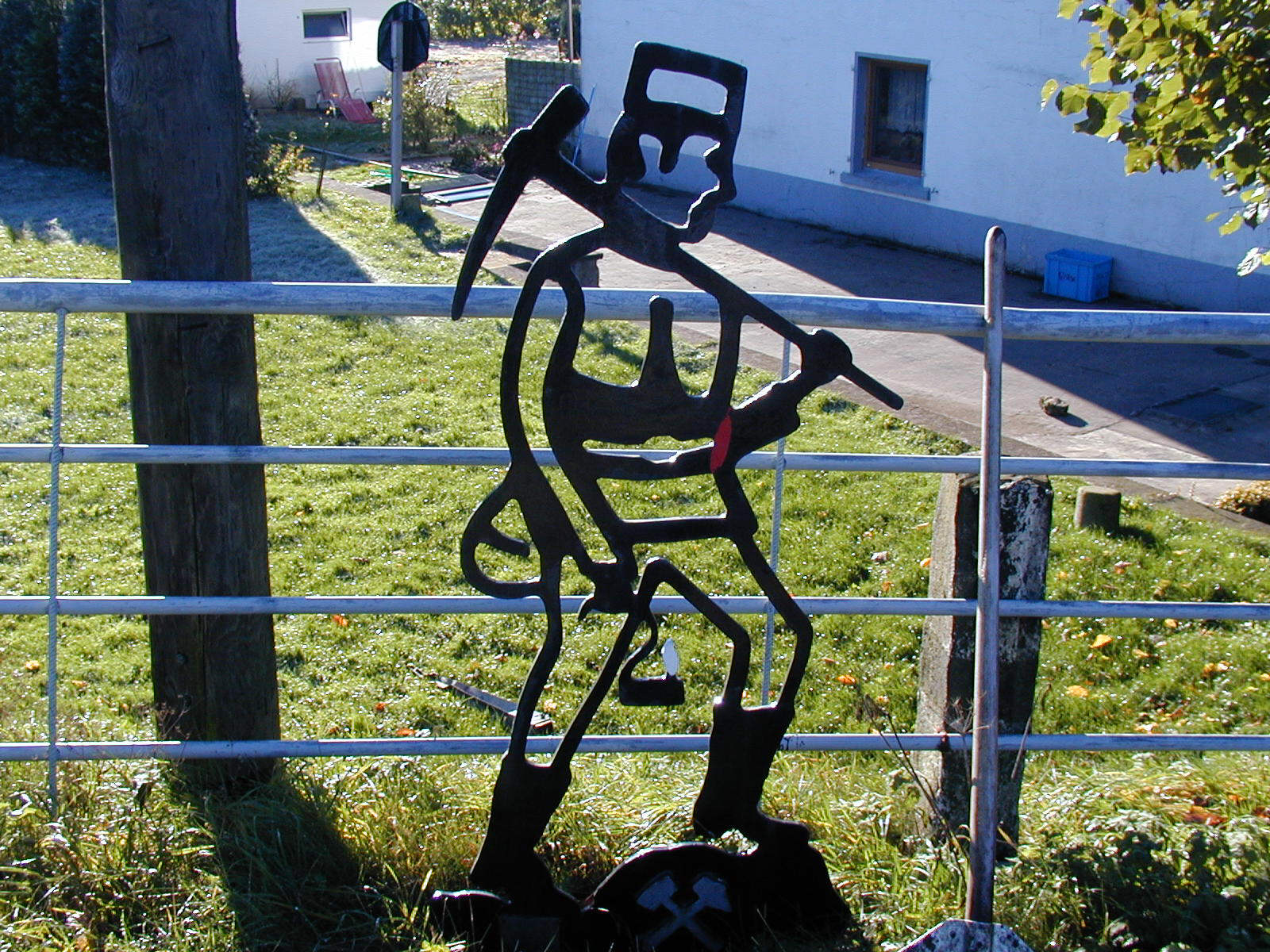
Skulptur am Deutschland-Bergbauwanderweg in Sprockhövel

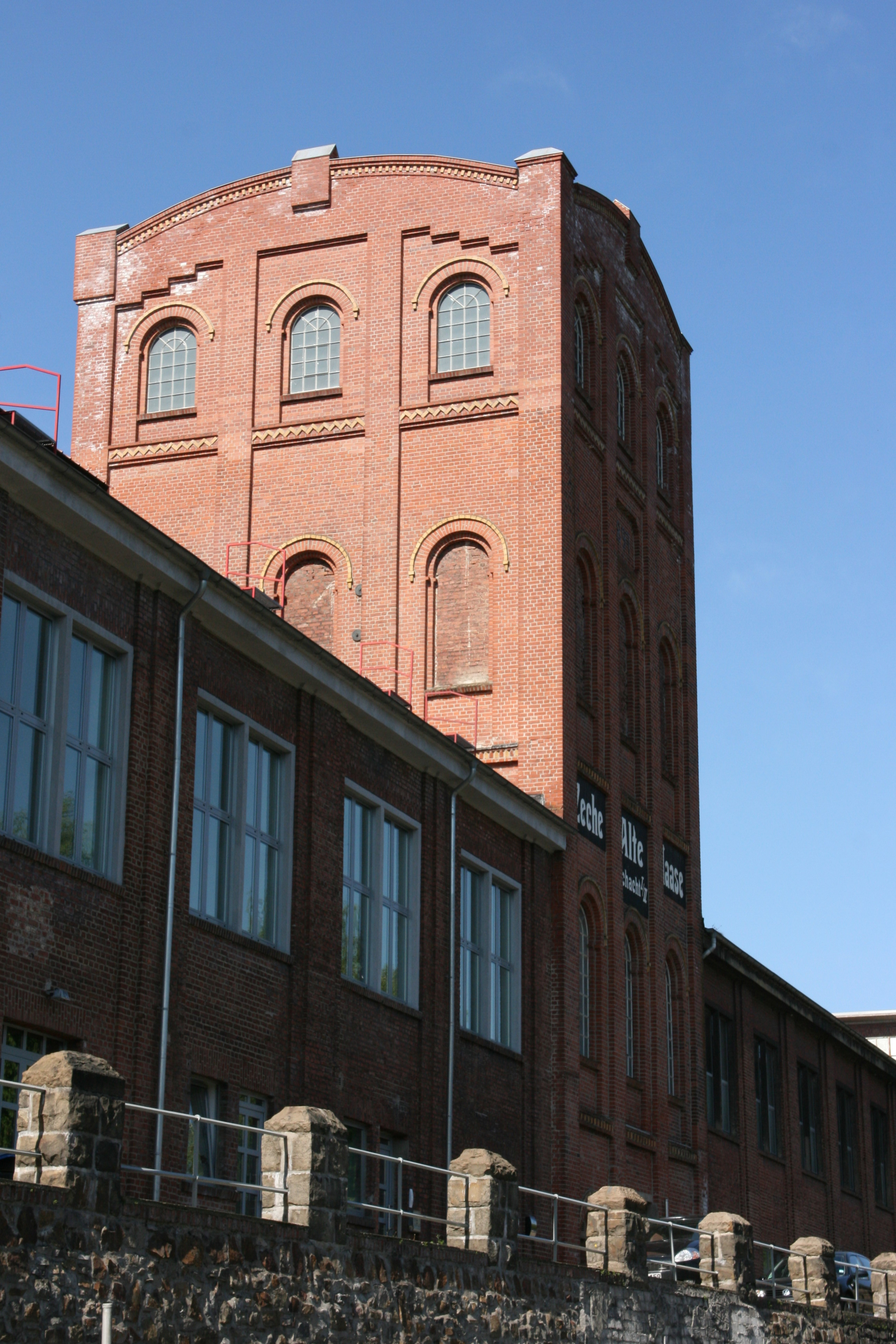
Malakowturm der ehemaligen Zeche Alte Haase in Niedersprockhövel

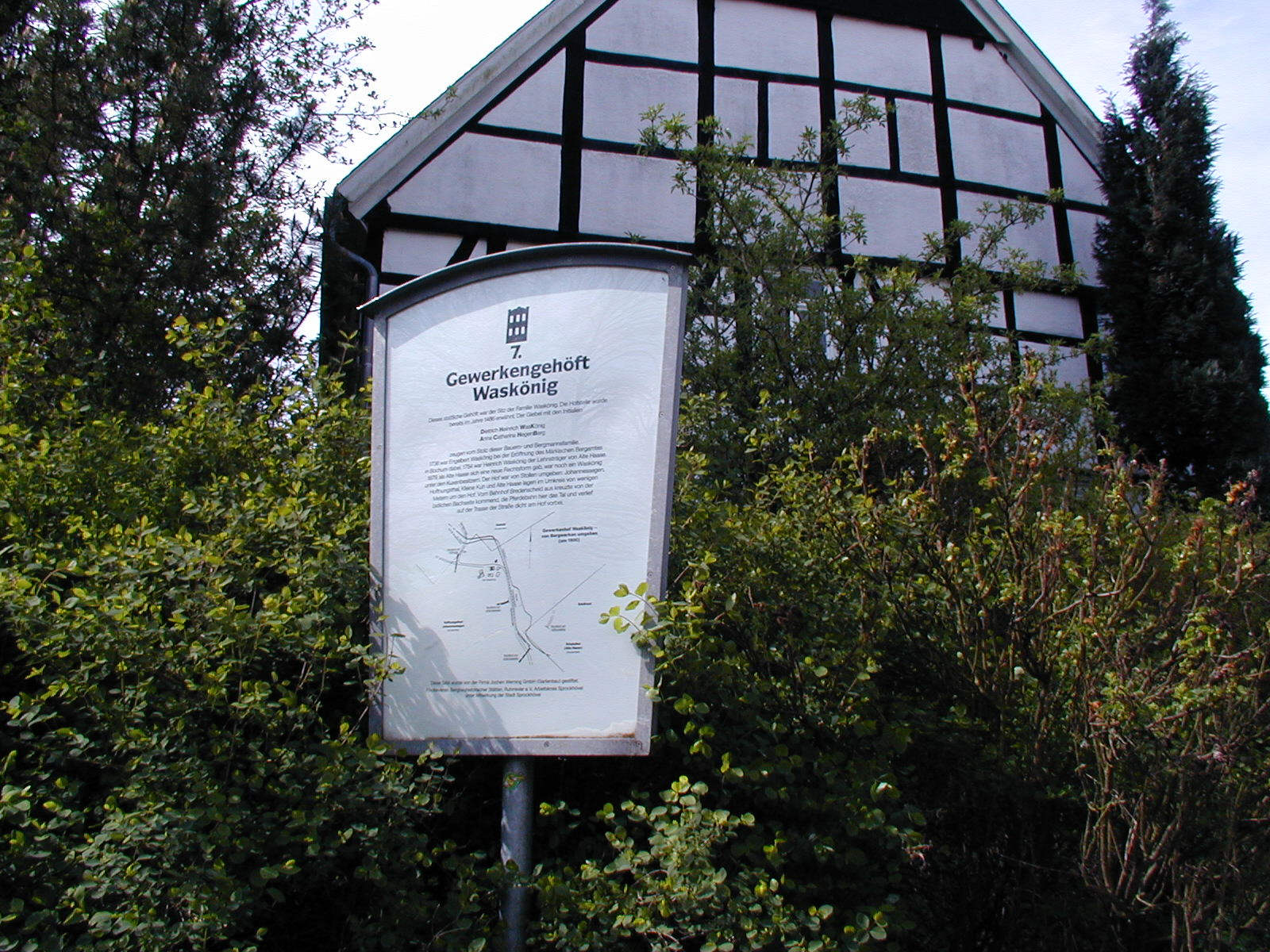
Historische Stätte am Bergbauwanderweg Alte Haase Nord in Hattingen-Niederstüter

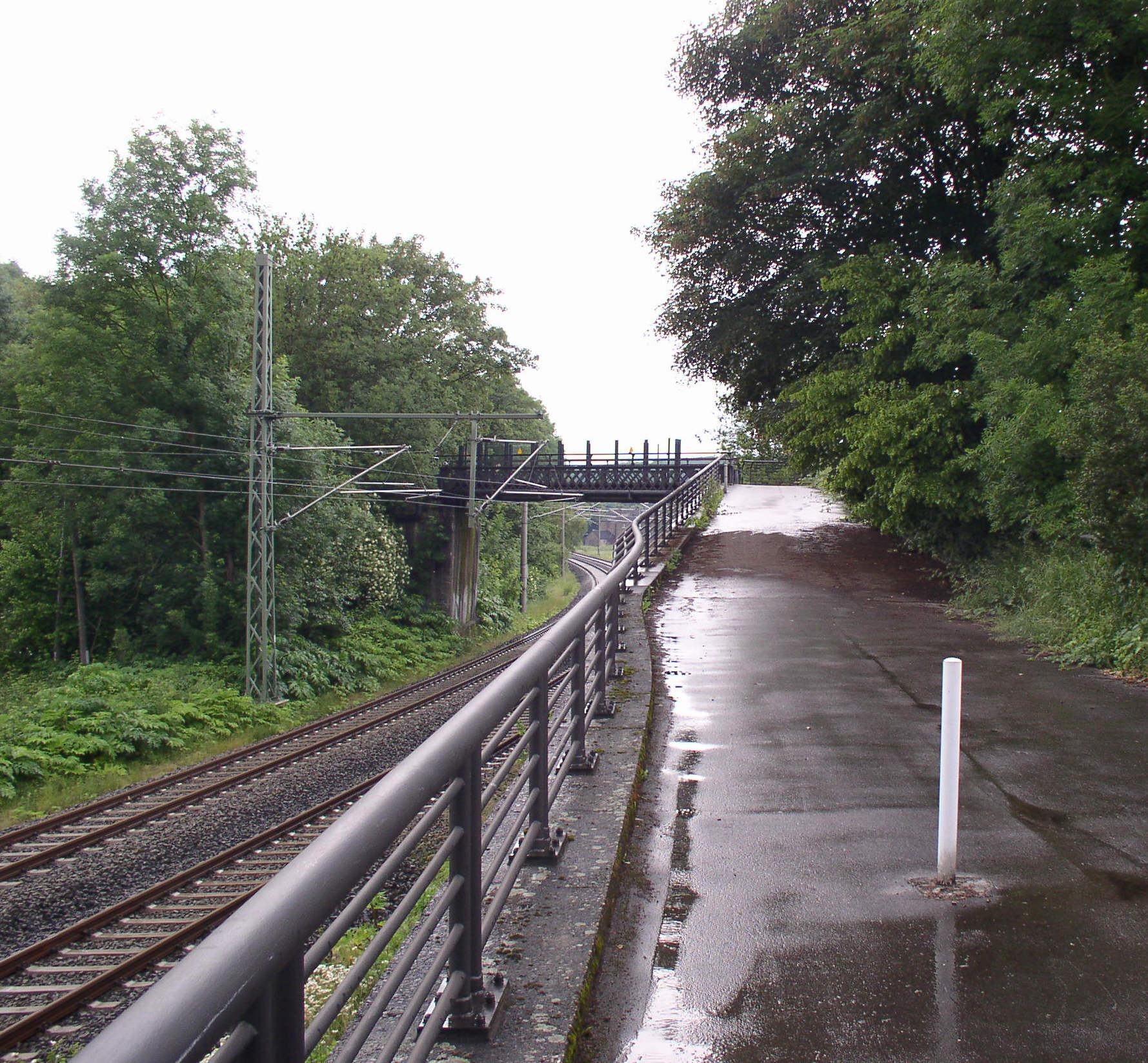
Die historische Hundebrücke über die Gleise der Prinz-Wilhelm-Eisenbahn im Deilbachtal bei Essen

- Industriemuseum Zeche Nachtigall (auf der ehemaligen Zeche Nachtigall)
- Kohlenniederlage Nachtigall
- Haus Witten – Produktionsstätte des 17. und frühen 19. Jahrhunderts (neu ab 2011)
- Zeche Wallfisch (neu Anfang 2013)
- Ruhrschleuse Herbede
- Edelstahlfabrik Lohmann
- Hebezeug-Museum der Firma J.D. Neuhaus
- Kleinzeche Egbert
- Wetterkamin Buchholz
- Deutschland-Bergbauwanderweg
- Bergbauwanderwege Alte Haase
- Bergbauwanderweg Bochum-Süd
- Herzkämper-Mulde-Weg (2010 aus der Route gestrichen)
- Rauendahler Kohlenweg – Deutschlands erste Eisenbahn
- Haus Weile (neu ab 2011)
- Leinpfad unterhalb des Isenbergs
- Bergbauwanderweg Dahlhausen
- Horster Mühle
- Holteyer Hafen
- Dinnendahlsche Fabrik
- Halbachhammer (neu aufgenommen)
- Kulturlandschaft Deilbachtal (umbenannt)
- Kupferhammer (neu aufgenommen)
- Hundebrücke und Deilthaler Eisenbahn
- Neukircher Schleuse
- Papiermühlenschleuse Essen-Werden
- Lederfabrik Lindgens
- Textilfabrik J. Caspar Troost
- Friedrich Wilhelms-Hütte
- Haniel Museum
- St.-Antony-Hütte
- Stammhaus Krupp
- Fleuthe-Brücke
- Bergbauwanderweg Wattenscheid
- Historischer Bergbaurundweg Holzwickede
- Kettenschmiedemuseum
- Deutsches Kaltwalzmuseum (neu ab 2011)
- Syburger Bergbauweg
- Haus Schede
- Burg Wetter
- Harkorthaus
- Denkmal des Ministers Stein am Rathaus Wetter
- Haus Harkorten
- Harkort’sche Fabrik
- LWL-Freilichtmuseum Hagen
- Straßenindustriemuseum Ennepetal
- Harkort’sche Kohlebahn